# Граматика любові
«Граматика любові» (рос. «Грамматика любви») — радянський телефільм режисера Льва Цуцульковського, знятий у 1988 році. Фільм-спектакль за оповіданнями Івана Буніна «Таня», «В Парижі», «Граматика любові», «Холодна осінь» із циклу «Темні алеї».

## Сюжет
Вже немолодий історик і письменник, що вимушений покинути батьківщину після революції, знайомиться з Ольгою, емігранткою з Росії, яка працює в російській їдальні в Парижі. Туга за покинутою батьківщиною ріднить їх. Вони діляться своїми спогадами — єдиним, і найдорожчим, що їм залишилося. Він розповідає їй історію свого кохання. Вона — про свого нареченого, який загинув на фронті у 1914 році. Він — про наречену, з якою його розлучив лютий 1917 року.

## У ролях
- Геннадій Коротков —  історик
- Анна Ісайкіна —  Ольга Олександрівна
- Ірина Жалибіна —  Таня
- Андрій Смоляков —  Олександр
- Василь Міщенко —  син Хвощинського

## Знімальна група
- Режисер: Лев Цуцульковський
- Сценарій: Ірина Свердлова
- Оператор: Ігор Наумов
- Художник: Микола Субботін
- Музика: Володимир Федоров